# Dichotomius borgmeieri
Dichotomius borgmeieri är en skalbaggsart som beskrevs av Guido Pereira och Martinez 1959. Dichotomius borgmeieri ingår i släktet Dichotomius och familjen bladhorningar. Inga underarter finns listade i Catalogue of Life.